# Ingrid Rasch
Ingrid Matilda Rasch, född 20 april 1926 i Stockholm, död 2 februari 1995 i Huddinge, var en svensk tonsättare.
Rasch är gravsatt i minneslunden på Huddinge kyrkogård.

## Verk i urval
- Mias och Nitas sånger, för röst och piano
- Fem små preludier op.2 (1983), för piano
- Poem op.3 (1983), för flöjt och piano
- Tre Edith Södergran-sånger op.4 (1983), för röst och piano
- Två sånger – Zwei Lieder op.5 (1983), för röst och piano (text: Joseph von Eichendorff)
- Fyra sånger op.6 (1983), för röst och piano (text: Rose-May Ekman)
- Sonat – Sonate op.7 (1983), för cello och piano
- Tre Nils Ferlin-sånger op.9 (1983) , för röst och piano
- Tre Strindbergssånger op.10 (1983), för röst och piano
- Ny säd op.13 (1986), för röst och piano
- Höstlöv op.14 (1984), för piano
- O du som ser op.15 (1984), för blandad kör (text: Sv.ps. 527)
- Makter op.17 (1985), för röst och piano (text: Bo Bergman)
- Der alte Garten op.19 (1986), för röst och piano (text: Joseph von Eichendorff)
- Stycke för blåsarkvintett op.21 (1988)
- Stycke op.22 , för brasskvintett
- Sensommar op.32 (1991), för blandad kör (Gunnar Mascoll Silfverstolpe)
- Sommardag op.33 (1991), för blandad kör (Gunnar Mascoll Silfverstolpe)
- En djupblå natt, stycke op.34 (1991), för piano
- Pianotrio op.35 (1992)
- Tre sånger op.36 (1992) , för röst och piano (text: Pär Lagerkvist)
- En djupblå natt, stycke op.37, för kammarorkester
- Tre små pianostycken (1993)
- Utan egen förskyllan op.39 (1993) , för röst och piano
- Tre 4-händiga stycken op.40 (1993)
- Pianokvartett op.42 e-moll (1994)
- 3 sånger ur Kärleken den ljusa och den mörka op.43 (1994), för röst och piano (text: Maria Wine)